# Tom Putzki

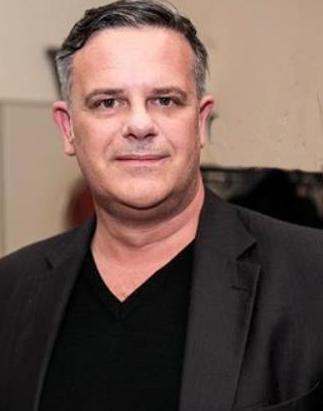
Tom Putzki 2014

Tom Putzki (* in Gelsenkirchen) ist ein deutscher Computerspieleentwickler und Unternehmensberater. Er war Mitbegründer von Piranha Bytes und Phenomedia und erster Vorsitzender des Branchenverbands GAME.

## Werdegang
Tom Putzki besuchte das Leibniz-Gymnasium in Gelsenkirchen-Buer, wo er 1983 das Abitur machte.
Putzkis Vater betrieb eine Druckerei in Essen-Steele. Nach seinem Abitur verpflichtete sich Putzki bei der Bundeswehr, wo er vier Jahre blieb. Er belegte zunächst an der Helmut-Schmidt-Universität in Hamburg den Studiengang Wirtschafts- und Organisationswissenschaften, welchen er allerdings abbrach. Anschließend studierte er Druckereitechnik an der Bergischen Universität Wuppertal. Nach anfänglicher Arbeit im väterlichen Betrieb machte er etwa 1993 eine einjährige Weiterbildung zum Mediendesigner. In einem Nebenjob als Türsteher lernte er drei Mitarbeiter des Bochumer Entwicklerstudios Greenwood Entertainment kennen, bei dem er anschließend ein Praktikum machte und etwa 1995 als 3D-Grafikdesigner anfing. Zu Beginn gestaltete er Modelle für ein an BattleTech angelehntes Science-Fiction-Spiel namens Metalizer und arbeitete an weiteren Titel wie D.O.G: Fight For Your Life. Im Weiteren war er für Leveldesign zuständig und übernahm schließlich auch die Projektleitung.
Von Greenwood aus gründete er im Oktober 1997 zusammen mit seinen Kollegen Alexander Brüggemann, Michael Hoge und Stefan Nyul das damals auch in Bochum ansässige Entwicklerstudio Piranha Bytes zur Entwicklung des Computerspiels Gothic. Bei diesem begann er zunächst mit der Erstellung des 3D-Modells der Spielwelt und ging nach etwa einem dreiviertel Jahr Entwicklungszeit auf Pressetour und anschließend Publisher-Suche.
Als man 1999 im Zuge des Neuen Marktes die Phenomedia gründete, um an die Börse zu gehen, verkaufte er seine Anteile an Piranha Bytes an Phenomedia und erhielt dafür Anteile von Phenomedia. Dort übernahm er die Rolle des Marketing- und Kommunikationsleiters und machte in der Folge bei der nunmehr Phenomedia-Tochter Piranha Bytes nur noch die Kommunikation. Am 22. November 1999 ging Phenomedia an die Börse.

„Wenn du erstmal börsenorientiert bist, ändert sich natürlich deine Arbeitsweise. Dann arbeitest du für Quartalsberichte, Jahresberichte, Ad-Hoc-Meldungen und für diesen ganzen Ranz.“

Durch den Erfolg der Moorhuhn-Reihe verzeichnete Phenomedia in der Folge einen enormen Aufschwung. Putzki war bis zur Phenomedia-Insolvenz im Jahr 2002 für dieses Unternehmen tätig und arbeitete anschließend auch für die neu gegründete Phenomedia Publishing GmbH. Im Jahr 2001 war er bei der Erarbeitung von Lehrinhalten für einen der ersten von der IHK anerkannten Lehrgang im Bereich Game-Design an der IT-Akademie in Gütersloh involviert.
Nach der Gründung des GAME Bundesverbandes der deutschen Games-Branche war Putzki von 2004 bis 2006 dessen erster Vorsitzender. Bei Phenomedia war er mehrere Jahre als Unternehmenssprecher tätig, bis er die Phenomedia Publishing 2006 verließ. Die Schulden aus der Phenomedia-Pleite musste er allerdings nach eigenen Aussagen bis 2015 abbezahlen.
2006 machte er sich mit seiner eigenen Beraterfirma Tom Putzki Consulting in Nordrhein-Westfalen selbstständig, die er 2011 nach Berlin verlegte. Von Mai 2011 bis 2021 war er für die World-of-Tanks-Entwickler Wargaming.net tätig, für die er zunächst die Deutschlandniederlassung in Berlin leitete und später European Spokesperson war.
Beim Deutschen Entwicklerpreis wurde Putzki 2017 in die Hall of Fame aufgenommen. Zudem war er mehrfach selbst Juror beim Deutschen Computerspielpreis. Putzki war auch von Anfang an in die Planung der Games Convention in Leipzig involviert und als Berater für die Messe tätig. Später engagierte er sich auch als Berater für die Gamescom in Köln.
Tom Putzki hat eine Tochter.